# Maďarsko na Letních olympijských hrách 2000
Maďarsko na Letních olympijských hrách v roce 2000 reprezentovala výprava 178 sportovců (109 mužů a 69 žen) v 23 sportech.

## Medailisté
| Medaile | Jméno | Sport                | Soutěž                      |
| ------- | --- | -------------------- | --------------------------- |
| Zlato   | Tímea Nagyová | Šerm                 | Kord jednotlivci            |
| Zlato   | Zoltán Kammerer Botond Storcz | Kanoistika           | Muži K-2 500 m              |
| Zlato   | Gábor Horváth Zoltán Kammerer Ákos Vereckei Botond Storcz | Kanoistika           | Muži K-4 1000 m             |
| Zlato   | György Kolonics | Kanoistika           | Muži C-1 500 m              |
| Zlato   | Ferenc Novák Imre Pulai | Kanoistika           | Muži C-2 500 m              |
| Zlato   | Szilveszter Csollány | Sportovní gymnastika | Muži kruhy                  |
| Zlato   | Ágnes Kovácsová | Plavání              | Ženy 200 m prsa             |
| Zlato   | Tibor Benedek Péter Biros Rajmund Fodor Tamás Kásás Gergely Kiss Zoltan Kosz Tamás Märcz Tamás Molnár Barnabás Steinmetz Zoltán Szécsi Bulcsu Szekely Zsolt Varga Attila Vári                                         | Vodní pólo           | Turnaj mužů                 |
| Stříbro | Gábor Balogh | Moderní pětiboj      | Muži jednotlivci            |
| Stříbro | Katalin Kovács Szilvia Szabó | Kanoistika           | Ženy K-2 500 m              |
| Stříbro | Rita Kőbán Katalin Kovács Erzsebet Viski Szilvia Szabó | Kanoistika           | Ženy K-4 500 m              |
| Stříbro | Beatrix Balogh Rita Deli Ágnes Farkas Andrea Farkas Anikó Kántor Beatrix Kökény Anita Kulcsárová Dóra Lőwy Anikó Nagy Ildikó Pádár Katalin Pálinger Krisztina Pigniczki Bojana Radulovics Beáta Siti Tamásné Zsémbery | Házená               | Turnaj žen                  |
| Stříbro | Erzsebet Markusová | Vzpírání             | Ženy do 69 kg               |
| Stříbro | Sándor Bárdosi | Zápas                | muži, řecko-římský do 85 kg |
| Bronz   | Zsolt Erdei | Box                  | Muži váha střední do 75 kg  |
| Bronz   | Krisztián Bártfai Krisztián Veréb | Kanoistika           | Muži K-2 1000 m             |
| Bronz   | Diána Igalyová | Sportovní střelba    | Ženy skeet                  |